# Junkers J 1
Pour les articles homonymes, voir J1.
Dimensions
Le Junkers J 1 était le premier avion monoplace entièrement métallique à aile médiane en porte à faux non haubanée capable de voler. Le seul exemplaire construit fut remis en 1926 au Deutsches Museum de Munich. Il y fut détruit lors d'un bombardement allié en 1944.
Une réplique aussi fidèle que possible a été construite (les plans originels n'existent plus) par des bénévoles du Technik Museum Hugo Junkers. L'appareil est maintenant visible au musée.

## Conception
Hugo Junkers avec ses 15 collaborateurs et malgré les techniques de soudage non encore parfaitement au point, réussit à faire voler ce nouveau concept révolutionnaire le 12 décembre 1915 après seulement 3 mois de fabrication. L'appareil fut malheureusement endommagé à l'atterrissage.
Le J 1, dont le revêtement était constitué de tôles d'acier de 0,1 à 0,2 mm d'épaisseur était cependant trop lourd (masse à vide de 937 kg contre seulement 400 kg pour le Fokker E.III) et il ne fut pas commandé en série par les services officiels (Inspektion der Fliegertruppe). Un deuxième prototype fut cependant commandé qui devint le Junkers J 2. L'une des autres innovations intégrées dans le J 1 était le dispositif (breveté par Junkers) de refroidissement par buses qui récupérait la puissance thermique de l'eau de refroidissement pour augmenter la poussée.